# Alexander Milne Calder
Alexander Milne Calder (23. srpna 1846 Aberdeen - 4. června 1923) byl skotsko-americký sochař. Jeho syn, Alexander Stirling Calder, a vnuk, Alexander „Sandy“ Calder, byli významnými sochaři 20. století.

## Životopis
Narodil se jako syn řezbáře náhrobků. Svou kariéru zahájil ve Skotsku, kde pracoval pro sochaře Johna Rhinda, otce sochaře Johna Massey Rhinda, zatímco navštěvoval Royal Academy v Edinburghu. Přestěhoval se do Londýna a pracoval na Albert Memorial. Emigroval do Spojených států v roce 1868 a usadil se ve Filadelfii, kde studoval s Josephem A. Baillym na Pennsylvania Academy of the Fine Arts.
V roce 1873 byl najat architektem Johnem McArthurem, aby vyrobil modely pro architektonickou výzdobu Filadelfské radnice. Zakázka zahrnovala více než 250 kusů v mramoru a bronzu, a dokončení trvalo 20 roků. V roce 1875 vyhrál soutěž na obrovskou bronzovou sochu Williama Penna, která měla korunovat věž.
Byl pověřen Asociací pro veřejné umění vytvořením jezdecké sochy generálmajora George Gordona Meada pro Fairmount Park.
Je pohřben na hřbitově West Laurel Hill v Bala Cynwyd.

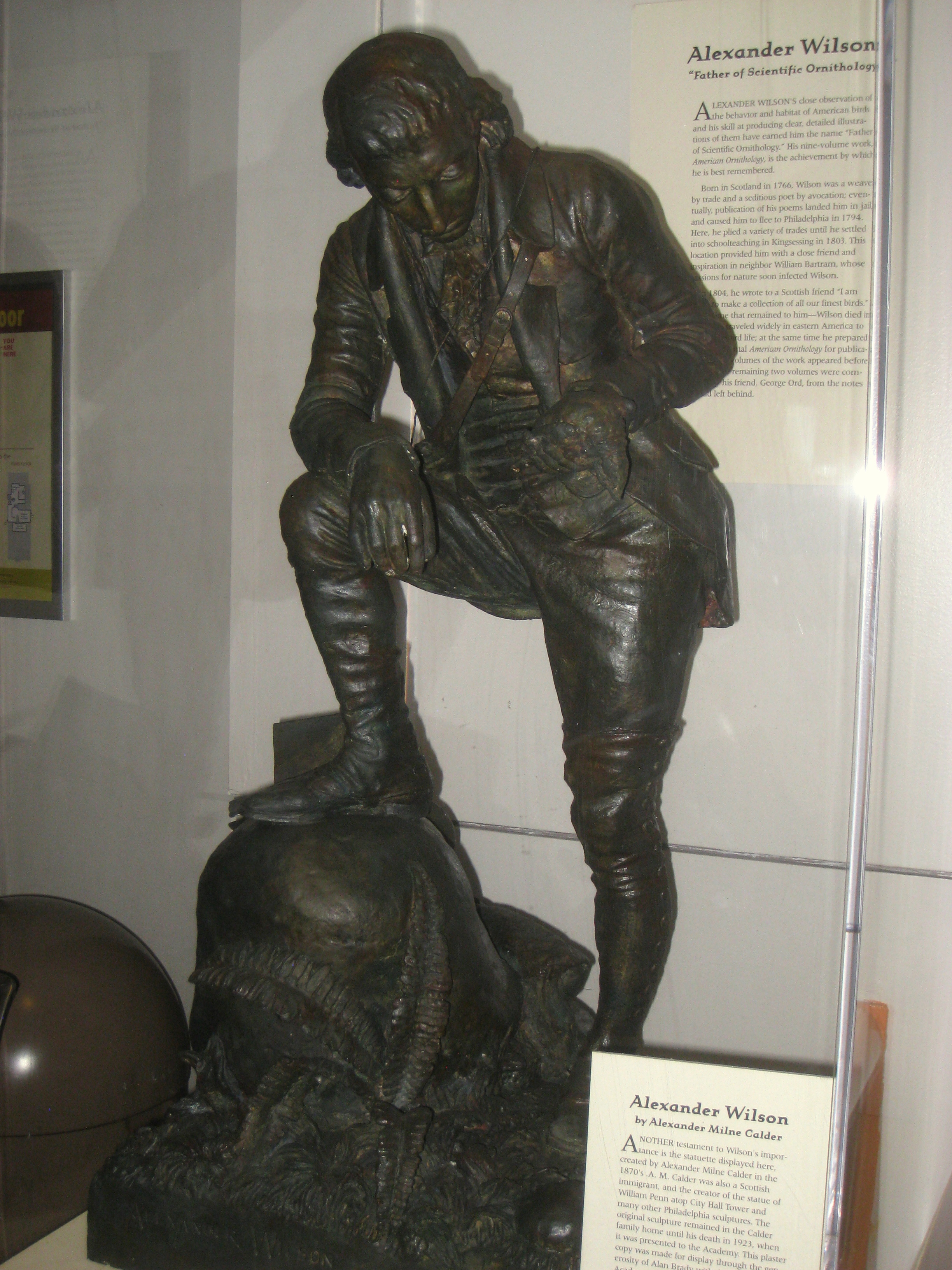
Alexander Wilson
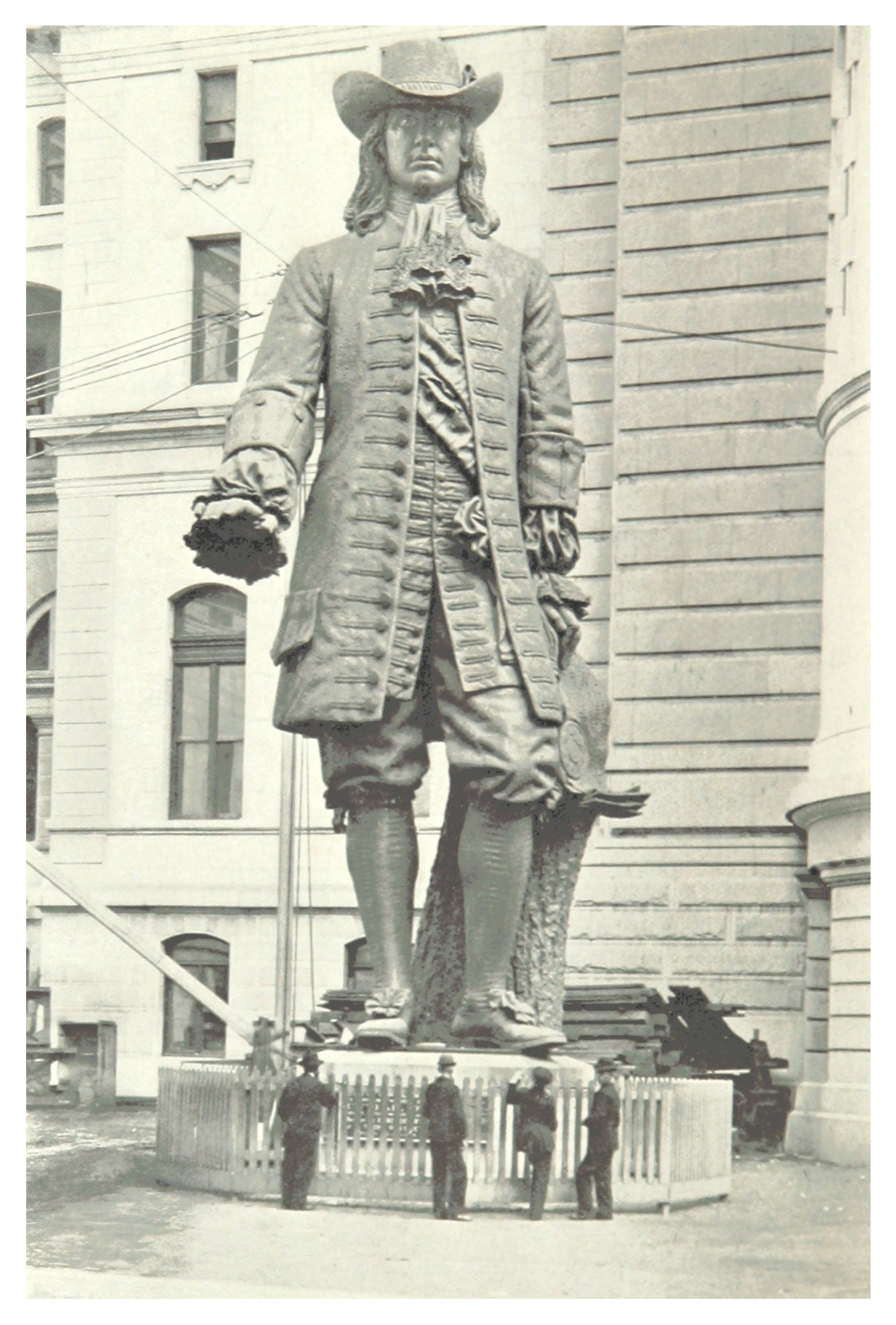
William Penn
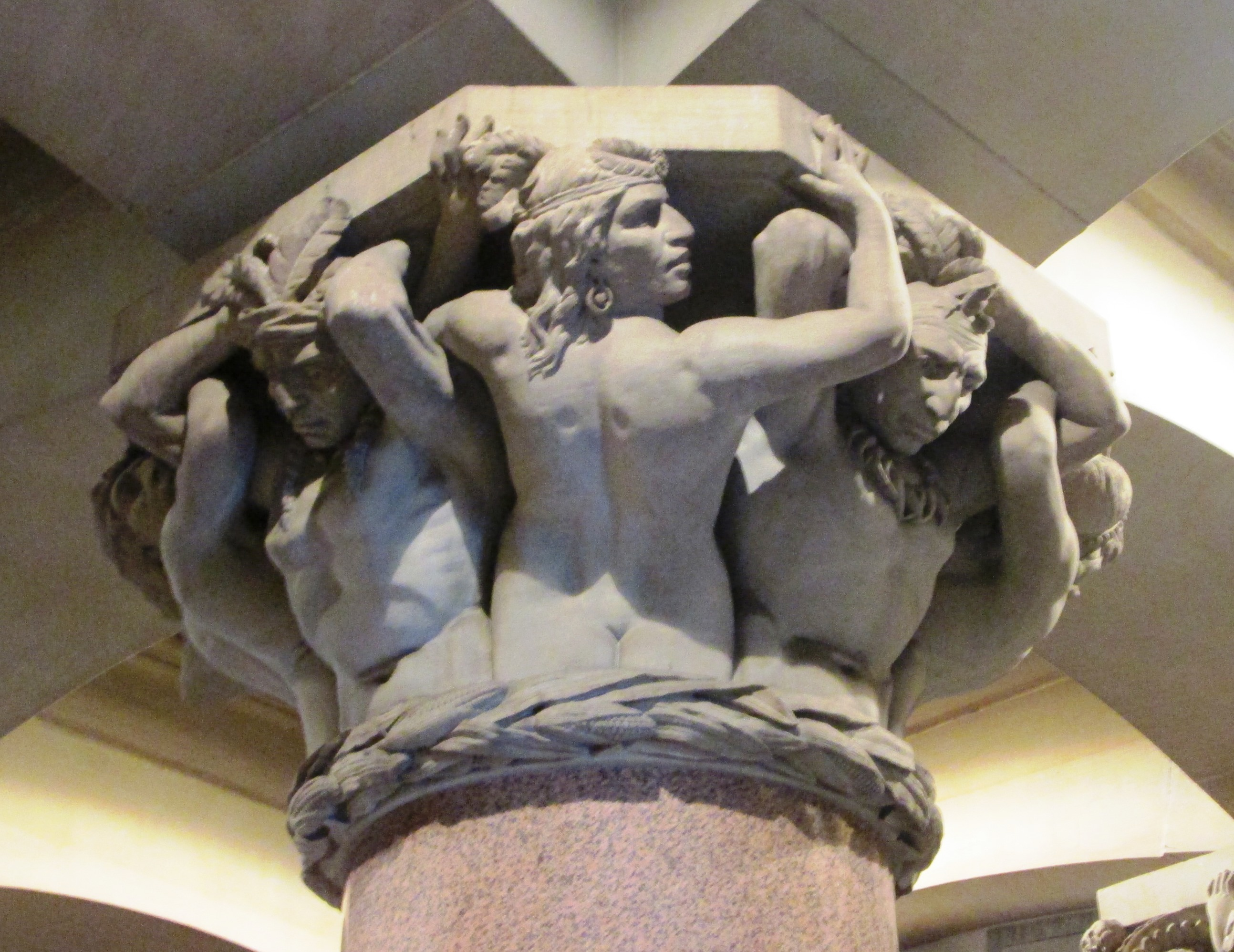
Filadelfská radnice